# Parceiros e Azoia
Parceiros e Azoia (oficialmente: União das Freguesias de Parceiros e Azoia) é uma freguesia portuguesa do município de Leiria, com 22,99 km² de área e 7535 habitantes (censo de 2021). A sua densidade populacional é 327,8 hab./km².

## História
Foi constituída em 2013, no âmbito de uma reforma administrativa nacional, pela agregação das antigas freguesias de Parceiros e Azoia e tem a sede em Parceiros.

## Demografia
A população registada nos censos foi:
| Distribuição da População por Grupos Etários | Distribuição da População por Grupos Etários | Distribuição da População por Grupos Etários | Distribuição da População por Grupos Etários | Distribuição da População por Grupos Etários | Distribuição da População por Grupos Etários |
| -------------------------------------------- | -------------------------------------------- | -------------------------------------------- | -------------------------------------------- | -------------------------------------------- | -------------------------------------------- |
| Antes da agregação                           |                                              |                                              |                                              |                                              |                                              |
| Ano                                          | 0-14 anos                                    | 15-24 anos                                   | 25-64 anos                                   | >= 65 anos                                   | Total                                        |
| 2001                                         | 989                                          | 852                                          | 3024                                         | 708                                          | 5573                                         |
| 2011                                         | 1091                                         | 778                                          | 4052                                         | 1019                                         | 6940                                         |
| Após a agregação                             |                                              |                                              |                                              |                                              |                                              |
| Ano                                          | 0-14 anos                                    | 15-24 anos                                   | 25-64 anos                                   | >= 65 anos                                   | Total                                        |
| 2021                                         | 1186                                         | 720                                          | 4234                                         | 1395                                         | 7535                                         |

## Património
- Igreja Matriz, Com a imagens de N. Senhora do Rosário, S. João Baptista, S. José, S. Sebastião e Santo António.
- Casal de Santa Clara - Habitat da Pré-história
- Serrada - Pernelhas - Paleolítico Superior